# Mot savant
Un mot savant est un néologisme ou un mot dont l’évolution étymologique a été freinée par le contexte socio-historique et qui reste de ce fait plus proche de son étymon. Par exemple, « fragile » est un mot savant dont le correspondant populaire est « frêle ». Plus généralement, la langue savante (marquée de formations savantes) est la langue scientifique issue du latin ou du grec, opposée à la langue populaire ou vulgaire.